# 理光Caplio GX100

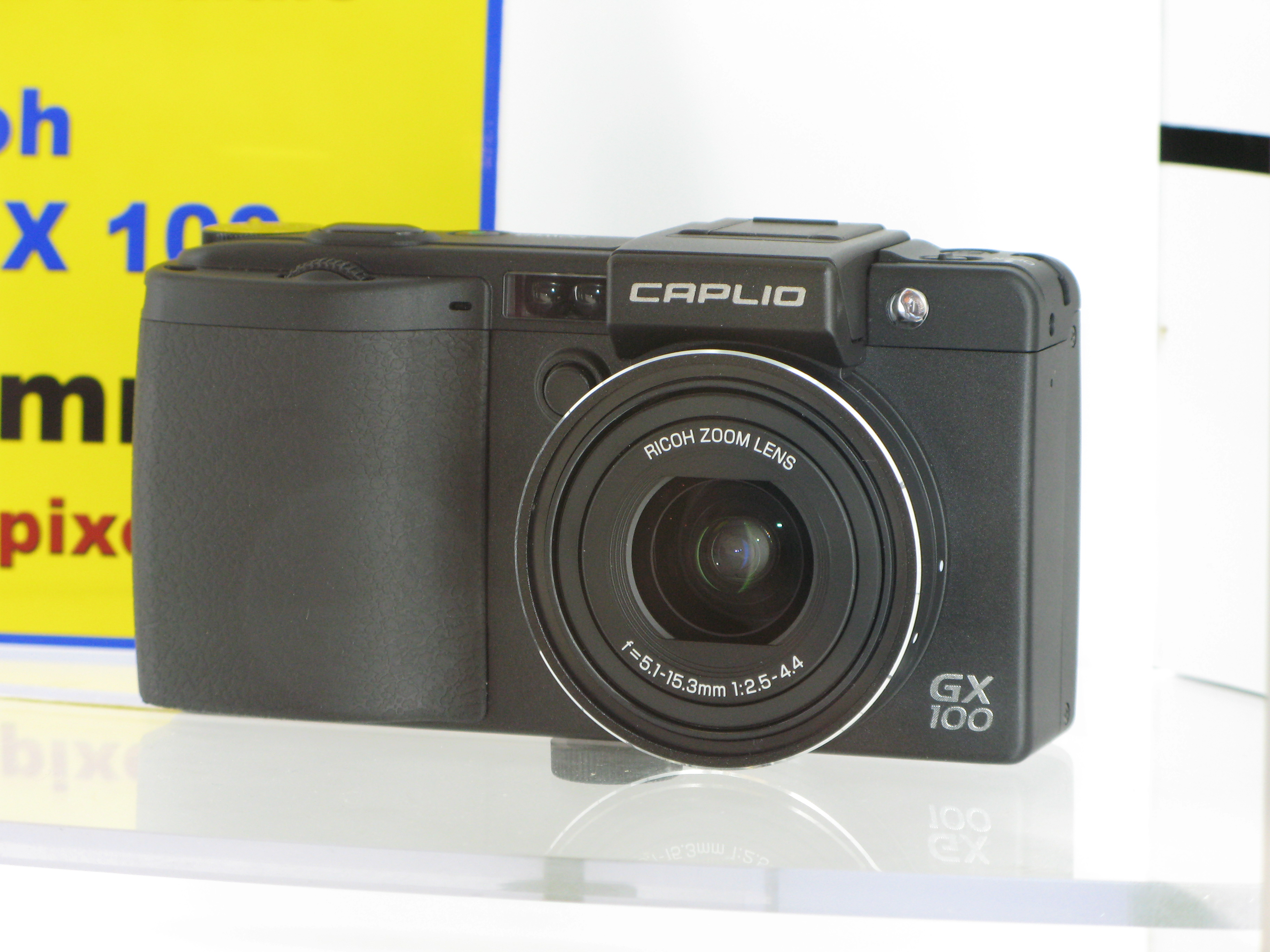
Caplio GX100

Caplio GX100，為理光數位相機Caplio GX8的後繼機種。機身採鋁鎂合金鑄造，搭載等效焦距 24 毫米 ～ 72 毫米（換算35mm相機視角。實際焦距為 5.1 毫米 - 15.3 毫米）的超廣角3倍變焦鏡頭、CCD防手震、七片光圈葉片以及可拆卸的電子觀景窗，並支援外接閃光燈。繼承了Caplio GX系列「追求輕巧的同時滿足專業攝影工作的需求」的方向。

## 主要規格
- 有效畫素：1001萬畫素（總畫素1030萬）、1/1.75吋原色型CCD。
- 鏡頭：等效焦距 24 毫米 ～ 72 毫米（實際焦距：5.1 毫米 ～ 15.3 毫米）。f值=F2.5~F4.4。镜片7群11枚。7片光圈葉片。
- 防手震方式：CCD移動式。
- 對焦距離：普通拍攝時望遠端與廣角端皆為第一片鏡片前 0.3 米 ～ ∞；微距時望遠端為第一片鏡片前 0.04 米 ～ ∞，廣角端為第一片鏡片前 0.01 米 ～ ∞。
- 快門速度：照片拍攝模式時為180、120、60、30、15、8、4、2、1～1/2000秒；錄影模式時為1/30～1/2000秒。
- ISO感度：AUTO、AUTO HI、ISO 80、ISO 100、ISO 200、ISO 400、ISO 800、ISO 1600。
- 記錄媒體：SD記憶卡（3.3v 32、64、128、256、512MB、1GB、2GB）、SDHC記憶卡、機身內建26MB記憶體。
- 測光模式：256區分區測光、中央重點測光、點測光。
- 曝光補償：可以1/3EV做正負2EV的調整。
- 白平衡：自動、預設（戶外、陰天、燈泡、日光燈、手動設定），另外支援白平衡包圍。
- 閃光燈：內建彈跳式閃燈；另設有標準熱靴座可使用單點擊發的外接閃燈。

## 主要配件
外接廣角鏡（DW-6）等效焦距 19 毫米的外接廣角鏡，需要搭配轉接環套件（HA-2）使用。
轉接環套件（HA-2）包含一前方設有 43 毫米螺紋的轉接環以及一花形遮光罩。使用後可外接廣角鏡（DW-6）或是使用市面上所販賣的濾鏡。